# کالوتسفا
کالوتسفا (به مجاری:  Kálócfa) یک منطقهٔ مسکونی در مجارستان است که در ناحیه لنتی واقع شده‌است.